# Shurdington
Shurdington est un village du Gloucestershire, en Angleterre.